# Johnny Wilson
Giovanni Panica, meglio conosciuto come Johnny Wilson (New York City, 23 marzo 1893 – 8 dicembre 1985), è stato un pugile statunitense.

## Gli inizi
Di origini italiane, professionista dal 1911.

## Carriera da professionista
Divenne campione del mondo dei pesi medi sconfiggendo Mike O'Dowd il 6 maggio 1922.
Perse il titolo ai punti in 15 round nel 1923 contro il leggendario Harry Greb.